# 앗시쿠라치오니제네랄리

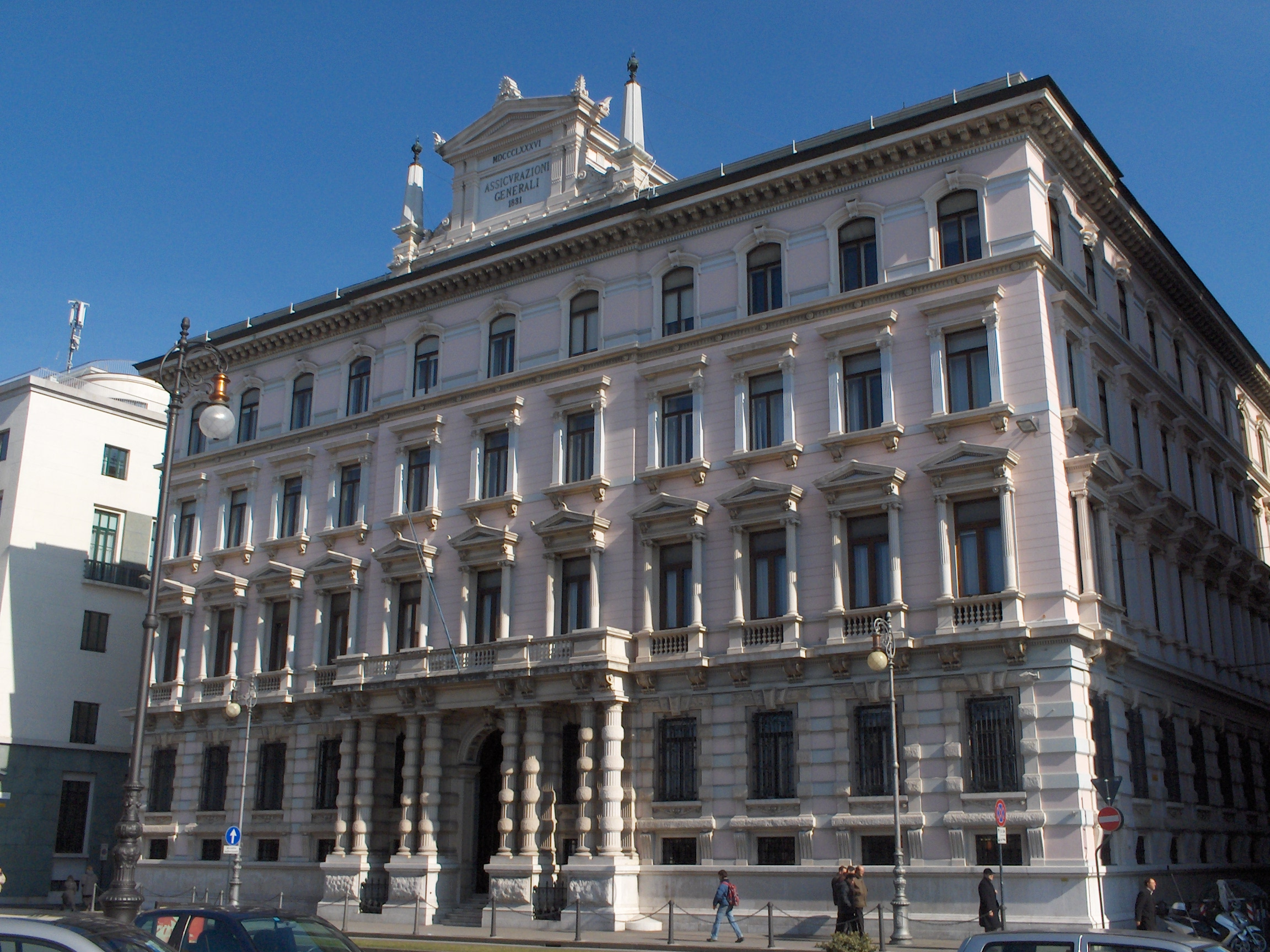
본사

앗시쿠라치오니제네랄리(Assicurazioni Generali) 또는 제네랄리 그룹(Generali Group)은 트리에스테에 위치한 이탈리아의 보험사이다. 2019년 기준으로 순보험료, 순자산 규모 기준으로 이탈리아에서는 최대, 세계에서는 톱 10에 드는 보험사들 중 하나에 속한다.
이 기업은 1831년 12월 26일 "Imperial Regia Privilegiata Compagnia di Assicurazioni Generali Austro-Italiche"라는 이름으로 설립되었다.